# Minimalni dohodak
Minimalni dohodak je mera sistema socijalne zaštite u borbi protiv siromaštva. Izraz minimalni dohodak je zaživeo u Evropskoj uniji i označava programe socijalne pomoći koji garantuju isplatu minimalnog novčanog iznosa svima koji ne mogu da se brinu o sebi, bez obzira da li su u prošlosti doprinosili sistemu socijalne zaštite.
Visina minimalnog dohotka najčešće je ispod praga siromaštva, i najčešće nije dovoljna za pristojan život. Isplaćuje se onima koji ispune zakonom propisane uslove koji se odnose na: finasijske prihode, imovinsko stanje, stanje u domaćinstvu i/ili učešće na tržištu rada.
Minimalni dohodak ne treba mešati sa idejom osnovnog dohotka, koji je za razliku od minimalnog dohotka, bezuslovan.
Takođe minimalni dohodak ne treba mešati sa minimalnom zaradom, odnosno zakonom određenom minimalnom cenom rada.

## Evropska unija
Ne postoji jedinstven program minimalnog dohotka u Evropskoj uniji, već članice ima svoje programe koji su međusobno veoma različiti. U Evropskoj uniji tri zemlje nemaju program koji odgovara minimalnom dohotku. To su Grčka, Italija i Mađarska.

## Spoljašnje veze
- Ensure an Adequate Minimum Income for all!
- The European Anti Poverty Network (EAPN)
- Comparative table: State of play in the European Union regarding Minimum Income schemes